# Lasson
(de) Lasson er en dansk lavadelig brevadelsslægt, der stadig findes. 1731 fik major Henrik Lasson (Lassen) og justitsråd Peder Thøgersen Lasson adelspatent under navnet de Lasson. Slægten, der er en af flere danske Lassen-slægter, har både en adelig og en borgerlig gren. Den adelige slægt har delvis selv
ført, delvis, ligesom flere borgerlige, fået tillagt formen Lasson.

## Historie
Thøger Andersen (ca. 1460) var fader til Las Thøgersen (1500-1573), som var fader til Thøger Lassen (1531-1608), som var fader til Peder Thøgersen Lassen (1577-1634). Denne var fader til landkommissær Thøger Lassen (1623-1689) til Rødslet og Vesterladegård var fader til Peder Thøgersen de Lasson (1667-1737) til Rødslet, som 1731 optoges i adelen. Han var gift med Anne Lassen (1665-1747), datter af købmand i Aarhus, assessor Jens Lassen.
Anne de Lasson var søster til etatsråd Bendix Lassen til Åkær, af hvis børn skal nævnes Karen Lassen (1703-1779), gift med admiral Mikkel Bille (1680-1756), og major Henrik de Lasson (1701-1732) til Åkær, der ligeledes blev adlet 1731, og med hvis søn, kaptajn Wentzel Frederik de Lasson (1726-1755), denne slægt uddøde.
Fra Thøger de Lassons (1706-1772) giftemål med Benedicte Rosenørn (1720-1783) stammer linjen Rosenørn de Lasson, og fra Axel Rosenkrantz de Lasson, søn af Matthias de Lasson (30. maj 1705 – 6. juni 1756) og Bente Kathrine Rosenkrantz (16. oktober 1702 – 16. maj 1756) stammer linjen Rosenkrantz de Lasson.
Peder Thøgersen de Lasson havde en ældre broder, provst Laurits Thøgersen Lasson (1664-efter 1712), som også har en nulevende slægt i lige linje, der dog ikke er adelig. Nulevende direkte efterkommer i lige mandslinie efter provst Laurits Thøgersen Lasson er cand. psych. forstander Steen Mogens Lauge Lasson (født 1935) – slægtsnavnet går videre som efternavn i sidstnævnte datter (Pernille Lassons) familie. Andre to døtre bærer navnene: Mette Bruun-Lasson og Dorte Lasson Andreasen. Se endvidere Rosenkrantz de Lassons stamtræ.

### Yngre gren med uklart tilhørsforhold
Kommandørkaptajn Hans Jensen Lasson til Harritslevgård (1663-1717) var fader til major Jens Lasson til Harritslevgård (1713-1759), som var fader til generalmajor Iver Christian Lasson (1754-1823), som var fader til oberst, kommandør for Livgarden til Fods Georg Henrik Lasson (1814-1864), faldet ved Dybbøl 18. april 1864, Ridder af Dannebrog og Dannebrogsmand, som ved patent af 27. april 1863 blev optaget i den danske adelsstand, idet han antoges at nedstamme fra den gamle familie af dette navn, uden at det dog kunne bevises. Han var gift med Marie Zeuthen (1826-1881), men efterlod sig ikke sønner, der kunne videreføre slægtsgrenen. Hans enke havde pension fra Vallø Stift, og hans to døtre, Marie Thalia Sophie (f. 24. januar 1856) og Anna Bolette Emilie (f. 16. september 1857), var indskrevne i Vallø Stift.